# غوفيرون
غوفيرون (بالإنجليزية: Güferhorn)‏ هو أحد جبال سلسلة جبال الألب ليبونتيني وجزء من القمة الأم رهينفالدورن يقع في سويسرا. يبلغ ارتفاع الجبل حوالي 3379 متر، بينما يبلغ ارتفاع نتوء الجبل 400 متر.